# حمدي عبد الفتاح
حمدي عبد الفتاح هو لاعب كرة قدم مصري سابق، لعب لنادي الترسانة. فاز حمدي بلقب هدّاف الدوري المصري الممتاز ثلاث مرات، وهو ما لم يستطع تحقيقه سوى أربعة لاعبين فقط، وذلك في مواسم (1956–57 و1957–58 و1959–60).